# Upplands runinskrifter 735
Upplands runinskrifter 735 är en vikingatida runsten av röd granit i Långarnö, Villberga socken och Enköpings kommun. Runstenen är 1,85 meter hög och 1,8 meter bred samt 0,35-0,5 meter tjock. Runhöjden är 5-10 centimeter. Möjligen har stenen haft en parsten i den nu försvunna runstenen U 736. Ristningen är inte signerad men attribueras till runristaren Balle.

## Inskriften
Translitterering av runraden:
· ueþralti ' lit ' uʀ · lakarni · stan · almikin · uʀ · staþi · fyra · auk ·· arker ' þau ' litu ' kubl ' raisa · þisa · at ' siktryk ' sun · sen '
Normalisering till runsvenska:
Veðraldi let uʀ Langgarni stæin allmikinn uʀ staði føra ok Arngærðr þau letu kumbl ræisa þessa at Sigtrygg, sun sinn.
Översättning till nusvenska:
Vädralde lät från Långgarn föra en mäktig sten från dess plats, och han och (hans hustru) Arngärd läto resa detta minnesmärke efter Sigtrygg, sin son.
Vädralde är ett ovanligt namn och förekommer endast på en annan runsten, U 463. Det är inte otänkbart, att namnet på de båda stenarna syftar på samma person.